# Köttets lust (film, 1971)
Köttets lust (originaltitel: Carnal Knowledge) är en amerikansk dramakomedifilm från 1971 i regi av Mike Nichols. Manuset var ursprungligen skrivet som en pjäs och har satts upp som en pjäs i bland annat Pasadena i Kalifornien.

## Medverkande
- Jack Nicholson - Jonathan
- Art Garfunkel - Sandy
- Candice Bergen - Susan
- Ann-Margret - Bobbie
- Rita Moreno - Louise
- Carol Kane - Jennifer
- Cynthia O'Neal - Cindy